# حقوق الإنسان في جمهورية الدومينيكان
تشكل حقوق الإنسان في الجمهورية الدومينيكان (بالإنجليزية: Human rights in the Dominican Republic) الحقوق والحريات المدنية والسياسية المحمية قانونًا بموجب دستور جمهورية الدومينيكان وتنفذها الحكومة من خلال القانون العام والتشريعي. ترأس معظم المنازعات المتعلقة بحقوق الإنسان أعلى محكمة استئناف دستورية، وهي المحكمة الدستورية للدومينيكان. وقد تطورت هذه الحقوق والحريات على مر الزمن وفقًا لتوسع الجمهورية من المستعمرة الإسبانية السابقة للقبطان العام سانتو دومينغو إلى تشكيلها الحكومي الحديث. تميز تاريخ حقوق الإنسان في الجمهورية بالتذبذب بين الإدارات الديمقراطية، مثل الرئاسة الحالية لدانيلو ميدينا، إلى جانب الإدارات الاستبدادية، وأهم من ذلك نظام رافاييل تروخيلو الدكتاتوري بين 16 أغسطس عام 1930 و16 أغسطس عام 1938. تُعتبر جمهورية الدومينيكان، بوصفها عضوًا في منظمة الدول الأمريكية والأمم المتحدة، طرفًا في العديد من المعاهدات والعهود القانونية التي تنشر معايير حقوق الإنسان للمجتمع الدولي وأدمجت غالبية هذه التوجيهات في تشريعاتها المحلية.
تعرضت مختلف إدارات جمهورية الدومينيكان تاريخيًا للحريق بسبب سجلها السيئ في مجال حقوق الإنسان، التي تشمل القتل خارج نطاق القضاء والتعذيب والاعتقال والاحتجاز التعسفيين والاعتداء على الحريات الصحفية والقيود المفروضة على حركة المهاجرين. بعض الجماعات والأقليات في المجتمع الدومينيكي، بما في ذلك الأقلية العِرقية الهايتية، إلى جانب تعرض النساء ومجتمع الميم لانتهاكات جسيمة لحقوق الإنسان الخاصة بهم، والتي جذبت إدانة واسعة النطاق من المجتمع الدولي. وعلى وجه الخصوص، فإن تعامل الحكومة مع الدومنيكيين ذوي النسب الهايتية كسبت البلد مكانًا في «القائمة السوداء» للجنة البلدان الأمريكية لحقوق الإنسان في أبريل عام 2017، وهي قائمة مخصصة للبلدان التي تعاني من أخطر انتهاكات حقوق الإنسان. يُعزى ذلك في المقام الأول إلى قرار المحكمة الدستورية لعام 2013 الذي حرم الدومينيكيين من أصل هايتي من الجنسية وعجز الحكومة عن التعويض عن المعاملة التمييزية وتصحيحها في أعقاب الاحتجاج الدولي.

## الإطار القانوني

### دستور جمهورية الدومينيكان
يتضمن الدستور الحالي لجمهورية الدومينيكان، الذي دخل حيز التنفيذ في 13 يونيو من عام 2015، وصفًا محدودًا لحقوق مواطنيها يدل على تاريخ الجمهورية من التذبذب السياسي بين الإدارات الديمقراطية والسلطوية. تتضمن الوثيقة بصيغتها الحالية أوجه حماية ضيقة للحقوق المدنية والسياسية وتلتزم بمبادئ الفصل بين السلطات والضوابط والتوازنات، وإن كانت حالتها الدائمة للتقلبات وندرة الطابع الدستوري كأيديولوجية سائدة بين النخبة السياسية الدومينيكية تسهم في زيادة الشك في فعاليتها.
تفصل المادة 8 من الدستور معايير حقوق الإنسان التي تهيمن على المناخ السياسي الراهن، وإذ تذكر أن «الحماية الفعالة لحقوق الإنسان والحفاظ على وسائل تطويره التدريجي في إطار نظام للحرية الفردية والعدالة الاجتماعية يتماشى مع السياسة العامة، فالرفاه العام للجميع وحقوقهم معترف بها بوصفها الأهداف الرئيسية للدولة». تشمل هذه المادة، في جملة أمور، الحظر المحدد للتعذيب، وتنصّ على أن «التعذيب أو أي عقوبة أو إجراء آخر يلحق الضرر أو ما يستتبع فقدان أو نقصان السلامة البدنية للفرد أو صحته لا يمكن أن يثبت بأي حال من الأحوال، فرض أو إنفاذ» وحرية الممارسة الدينية في حالة عدم القيام بها «على نحو غير سليم وغير محترم».
مما له أهمية خاصة أيضًا الأحكام الواردة في الدستور التي توضح الحالات التي تتمتع فيها حكومة جمهورية الدومينيكان بسلطة التدخل في حقوق الإنسان المحدودة المكرسة، بما في ذلك حالات الخطر الشديد على سيادة البلد أو الفوضى العامة أو الكوارث الطبيعية. وبالإضافة إلى ذلك، تبين الوثيقة العواقب الوخيمة في حالة تدخل موظف حكومي في الحقوق والحريات المدنية لمواطنيه أو إصدار أوامر بالتدخل فيها.

### الالتزامات القانونية الدولية
إن جمهورية الدومينيكان عضوًا في الأمم المتحدة، وهي طرف في العديد من المعاهدات والعهود المتعلقة بحقوق الإنسان. وقد أُدمج العديد من هذه الوثائق في الإطار الوطني لحقوق الإنسان من خلال التصديق عليها.
تشمل المعاهدات التي صادقت عليها الإدارة الدومينيكية ما يلي:
- العهد الدولي الخاص بالحقوق المدنية والسياسية (تم تصديقه في 4 يناير عام 1978)
- العهد الدولي الخاص بالحقوق الاقتصادية والاجتماعية والثقافية (تم تصديقه في 4 يناير عام 1978)
- اتفاقية القضاء على جميع أشكال التمييز ضد المرأة (تم تصديقها في 2 سبتمبر عام 1982)
- الاتفاقية الدولية للقضاء على جميع أشكال التمييز العنصري (تم تصديقها في 25 مايو عام 1983)
- اتفاقية حقوق الطفل (تم تصديقها في 11 يونيو عام 1991)
- البروتوكول الاختياري بشان بيع الأطفال وبغاء الأطفال والمواد الإباحية عن الأطفال (تم تصديقه في 6 ديسمبر عام 2006)
- اتفاقية حقوق الأشخاص ذوي الإعاقة (تم تصديقها في 18 أغسطس عام 2009)
- اتفاقية مناهضة التعذيب (تم تصديقها في 24 يناير عام 2012)
- البروتوكول الاختياري بشأن اشتراك الأطفال في النزاعات المسلحة (تم تصديقه في 14 أكتوبر عام 2014)
- البروتوكول الاختياري الثاني للعهد الدولي الخاص بالحقوق المدنية والسياسية، التي تنطوي على إلغاء عقوبة الإعدام (تم تصديقه في 21 سبتمبر عام 2016).[8]

وقّعت جمهورية الدومينيكان على الاتفاقية الدولية لحماية كل الأشخاص من الاختفاء القسري لكنها لم تصدق عليها بعد. من بين المعاهدتين الهامتين اللتين لم يوقعهما البلد بعد الاتفاقية الدولية لحماية حقوق جميع العمال المهاجرين وأفراد أسرهم، والاتفاقية بشأن خفض حالات انعدام الجنسية، التي جذبت انتقادات من جماعات حقوق الإنسان تحذر من معاملة الإدارة لأقليات هايتي.
إن جمهورية الدومينيكان عضوًا أيضًا في منظمة الدول الأمريكية إذ سبق لقاض دومينيكي أن يعمل في محكمة البلدان الأمريكية لحقوق الإنسان.